# Хохловка (приток Андармы)
Хохловка — река в России, протекает по Бакчарскому району Томской области. Длина реки составляет 14 км.
Начинается на северо-восточной окраине крупного болотного массива. Течёт на восток-северо-восток по осиново-еловому лесу. В низовьях пересекается грунтовой дорогой Новая Бурка — Пироговка. Устье реки находится в 180 км по левому берегу реки Андарма на высоте 108,8 м над уровнем моря.

## Данные водного реестра
По данным государственного водного реестра России относится к Верхнеобскому бассейновому округу, водохозяйственный участок реки — Обь от впадения реки Чулым до впадения реки Кеть, речной подбассейн реки — Чулым. Речной бассейн реки — (Верхняя) Обь до впадения Иртыша.
Код объекта в государственном водном реестре — 13010500112115200023400.